# Rubus deliciosus
Rubus deliciosus  es un arbusto caducifolio  nativo de las Montañas Rocallosas en Nuevo México, Oklahoma, Colorado, Wyoming. Habita torrentes y pedregales en faldeos rocosos.

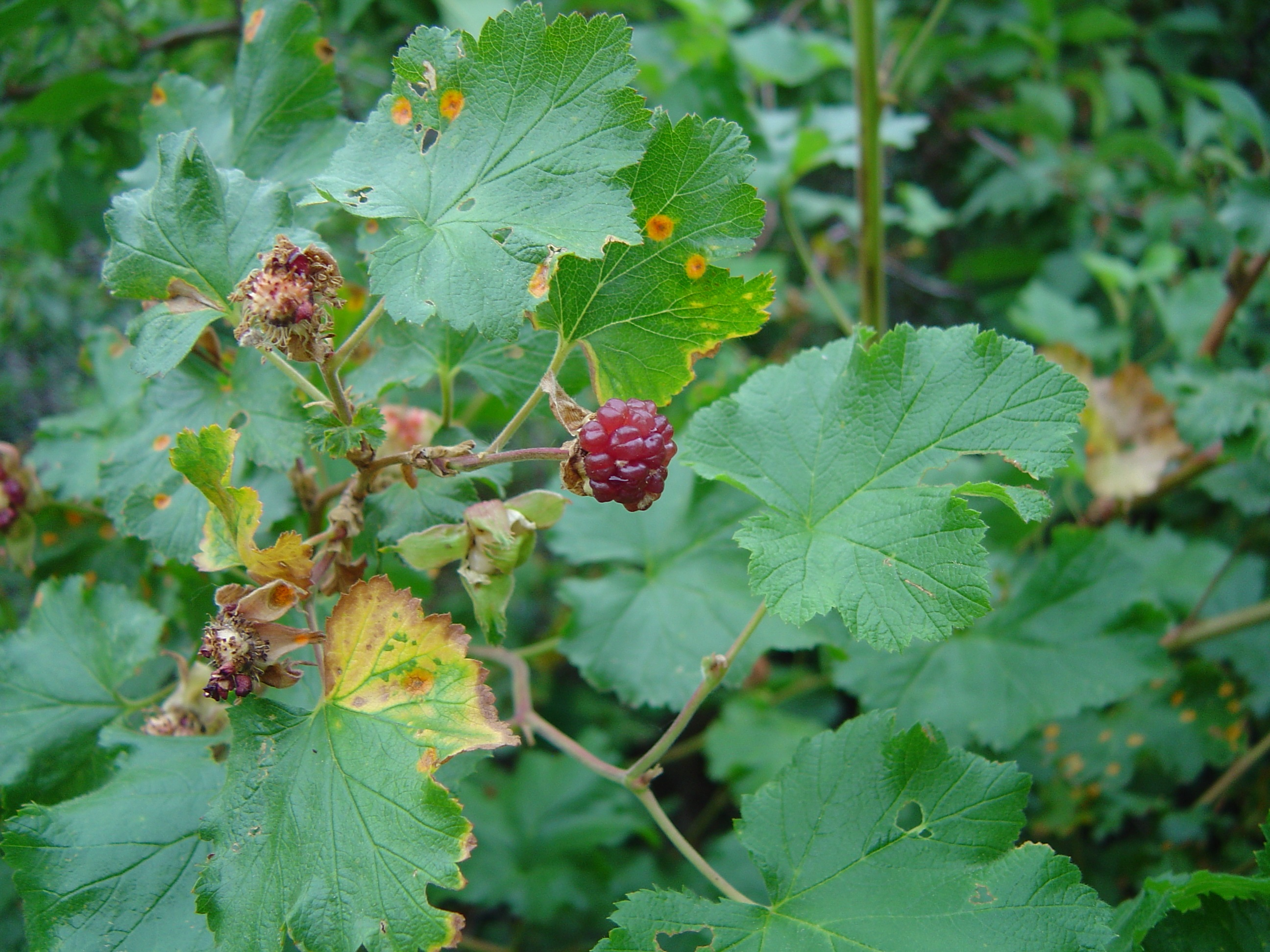
Vista de la planta

## Descripción
Este arbusto crece a 3 m  con tallos arqueados. Hojas unilobadas  o con lóbulos redondeados, haciéndose luego glabro. Flores de 13-15 cm de diámetro, fragantes. Fruto negro  rojizo, de 15 mm de diámetro. La fruta es algo seca y no muy valorada, pero su sabor es delicioso.

## Cultivo
Requiere suelo bien drenado a pleno sol. Tolera pequeños periodos gélidos a -20 °C. Los tallos florales mueren luego de fructificar y debieran ser cortados.
En EE. UU. la mejor fecha para hacer gajos de propagación es pleno verano.
Con la pulpa puede hacerse un tinte azulado.

## Taxonomía
Rubus deliciosus fue descrita por John Torrey y publicado en Annals of the Lyceum of Natural History of New York 2: 196. 1827.
Etimología
Ver: Rubus
deliciosus: epíteto latíno que significa "deliciosa".
Variedad aceptada
- Rubus deliciosus var. neomexicanus (A.Gray) Kearney

Sinonimia
- Bossekia deliciosa A.Nelson
- Oreobatus deliciosus (Torr.) Rydb.
- Rubus odoratus var. deliciosus (Torr.) Kuntze
- Rubus roezlii Regel[3]